# Place des Loges-Coquault
La place des Loges-Coquault est une place située dans le centre de Reims.

## Situation et accès
Elle se trouve au croisement des rues Chanzy, Gambetta, Voltaire et de Contrai.  
Elle a porté le nom de place des Loges-Coquault lorsque la maison de la famille Coquault se trouvait là.
Les locaux l'appellent encore Place des Six-Cadrans en référence à la période ou un kiosque-horloge-réclame, donnant l’heure à six cadrans. L’horloge aux six cadrans, qui avait le défaut, dit-on, de donner une heure différente sur chaque cadran, a disparu depuis longtemps, mais le nom, rappelé par l’enseigne de la pharmacie, a la vie dure

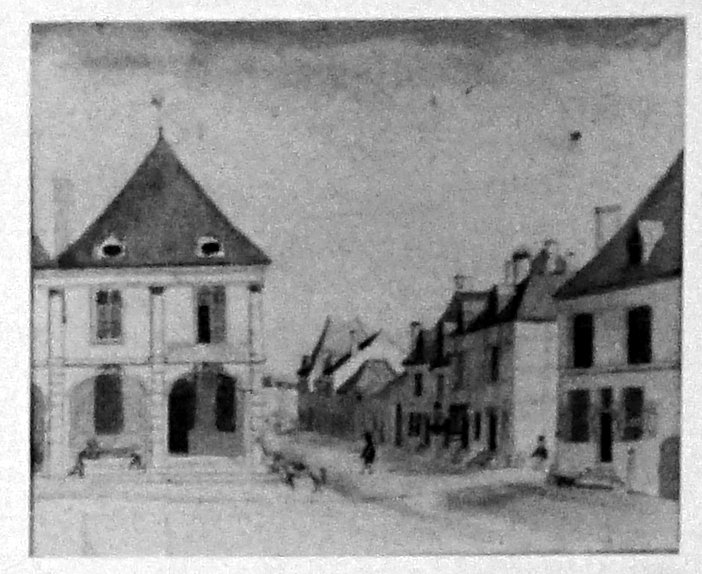
Au XVIIIe siècle,
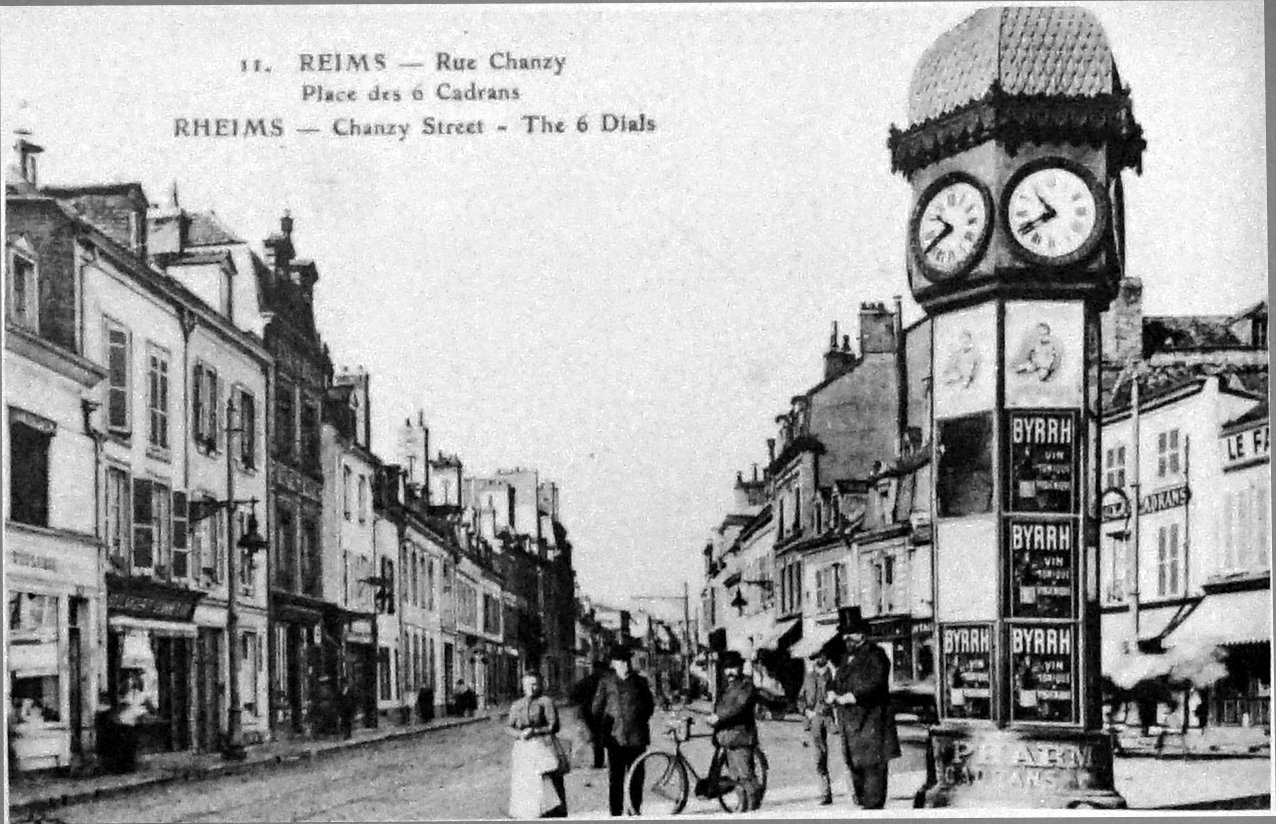
avec son horloge,
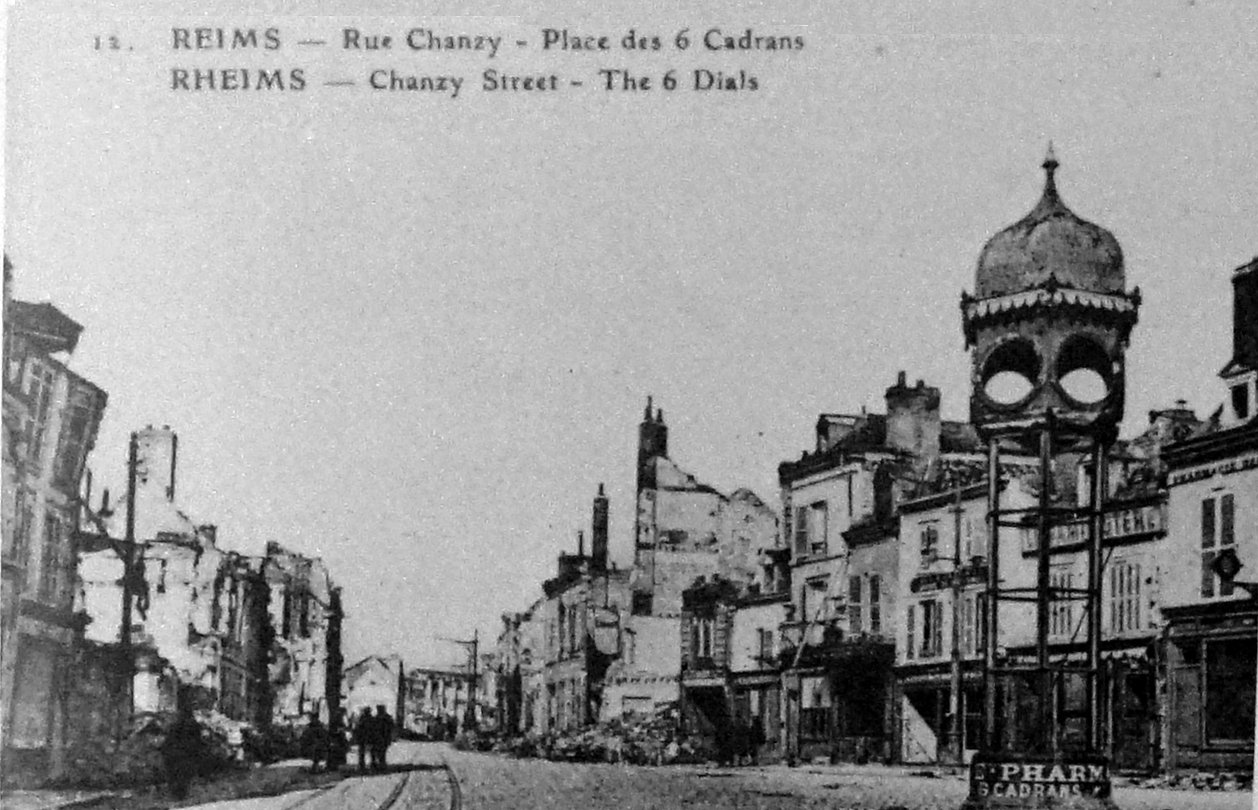
dégâts de la Grande guerre,
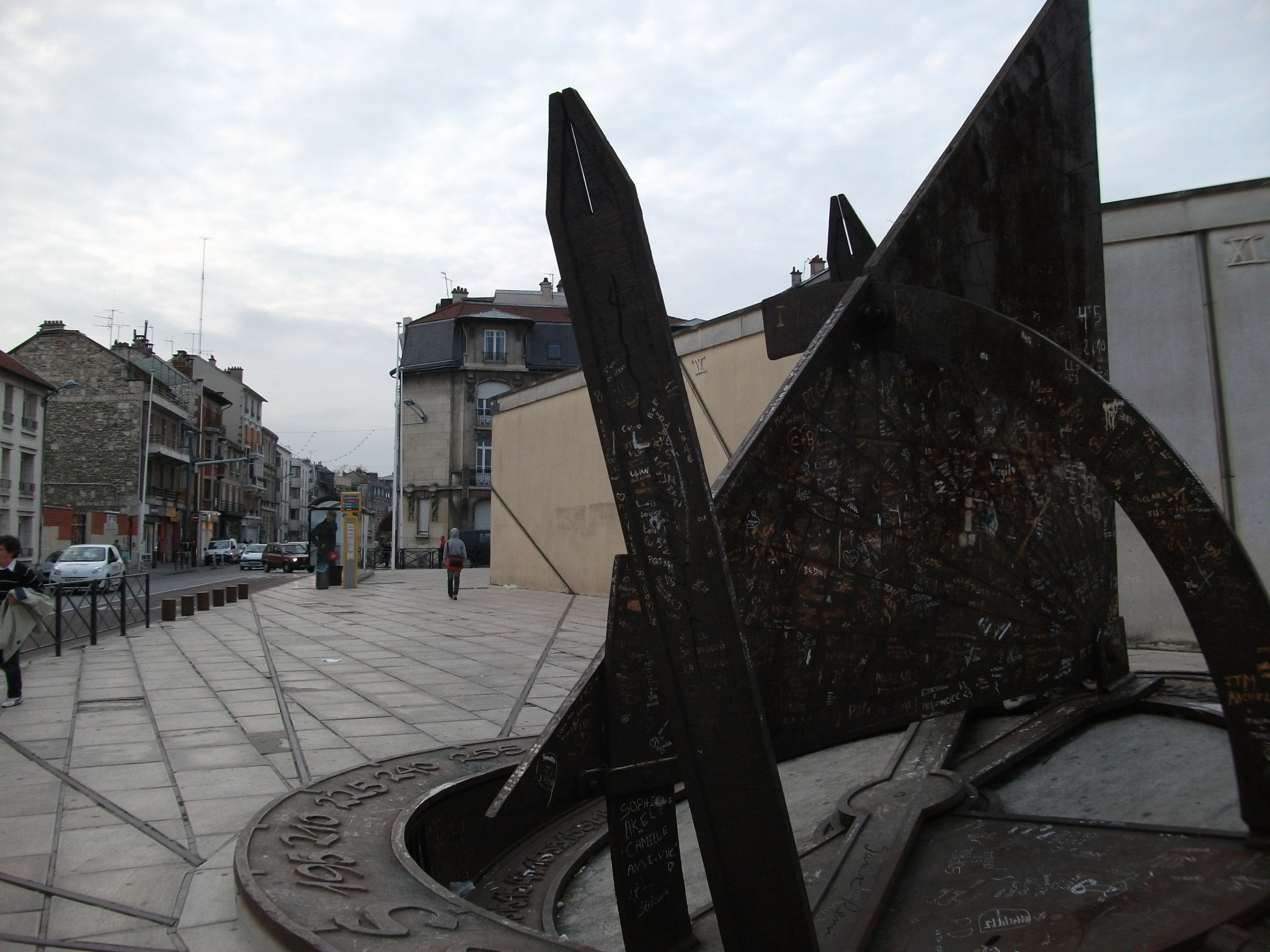
.

## Bâtiments remarquables et lieux de mémoire
Elle comporte, sur la partie droite, une sculpture en acier dénommée "la Pierre d’heures" de Christian Renonciat, inaugurée en septembre 1991. L'implantation de cette œuvre avait pour but de redonner vie à la "Voie des Sacres".
La "Voie des Sacres" était celle empruntée par les futurs Rois de France pour aller  se faire couronner, a été complétée, ultérieurement, par un équipement en lampadaire bleuté pour montrer le chemin à parcourir entre la basilique Saint-Remi de Reims et la cathédrale Notre-Dame de Reims. 
La place des Loges-Coquault est adossée au Collège de Reims dont le bâtiment est visible depuis la rue de l'Université. 